# Římskokatolická farnost Nevojice
Římskokatolická farnost Nevojice je územní společenství římských katolíků s farním kostelem svatého Mikuláše v obci Nevojice ve slavkovském děkanství. Do farnosti patří obec Nevojice a osada Letošov, část obce Nesovice.

## Historie farnosti
Farnost v Nevojicích existovala podle písemných dokladů již ve 14. století, která během třicetileté války zanikla. V roce 1785 zde byla zřízena tzv. lokální kuracie. Ke znovuobnovení farnosti došlo až v roce 1869. 

## Duchovní správci
Od 1. července 1993 je administrátorem excurrendo P. ThLic. ICLic. Maxmilián Vladimír Filo, OPraem. z Bučovic. Toho od srpna 2017 jako administrátor excurrendo vystřídal R. D. Mgr. Tomáš Fránek, B.A. 
Od srpna 2025 jej vystřídal ThLic. Damián Jiří Škoda.

## Bohoslužby
| Kostel                  | Místo    | Bohoslužba (den) | Hodina     | Poznámka     |
| ----------------------- | -------- | ---------------- | ---------- | ------------ |
| kostel svatého Mikuláše | Nevojice | neděle pondělí   | 8.00 18.00 | farní kostel |

## Aktivity ve farnosti
Pouť se slaví 6. prosince (na svátek sv. Mikuláše). Adorační den připadá na 25. července. 
Dnem vzájemných modliteb farností za bohoslovce a bohoslovců za farnosti brněnské diecéze je 16. března. Adorační den připadá na 25. července.
Ve farnosti se pořádá tříkrálová sbírka. V roce 2016 se při sbírce vybralo 12 338 korun. 